# باقلا

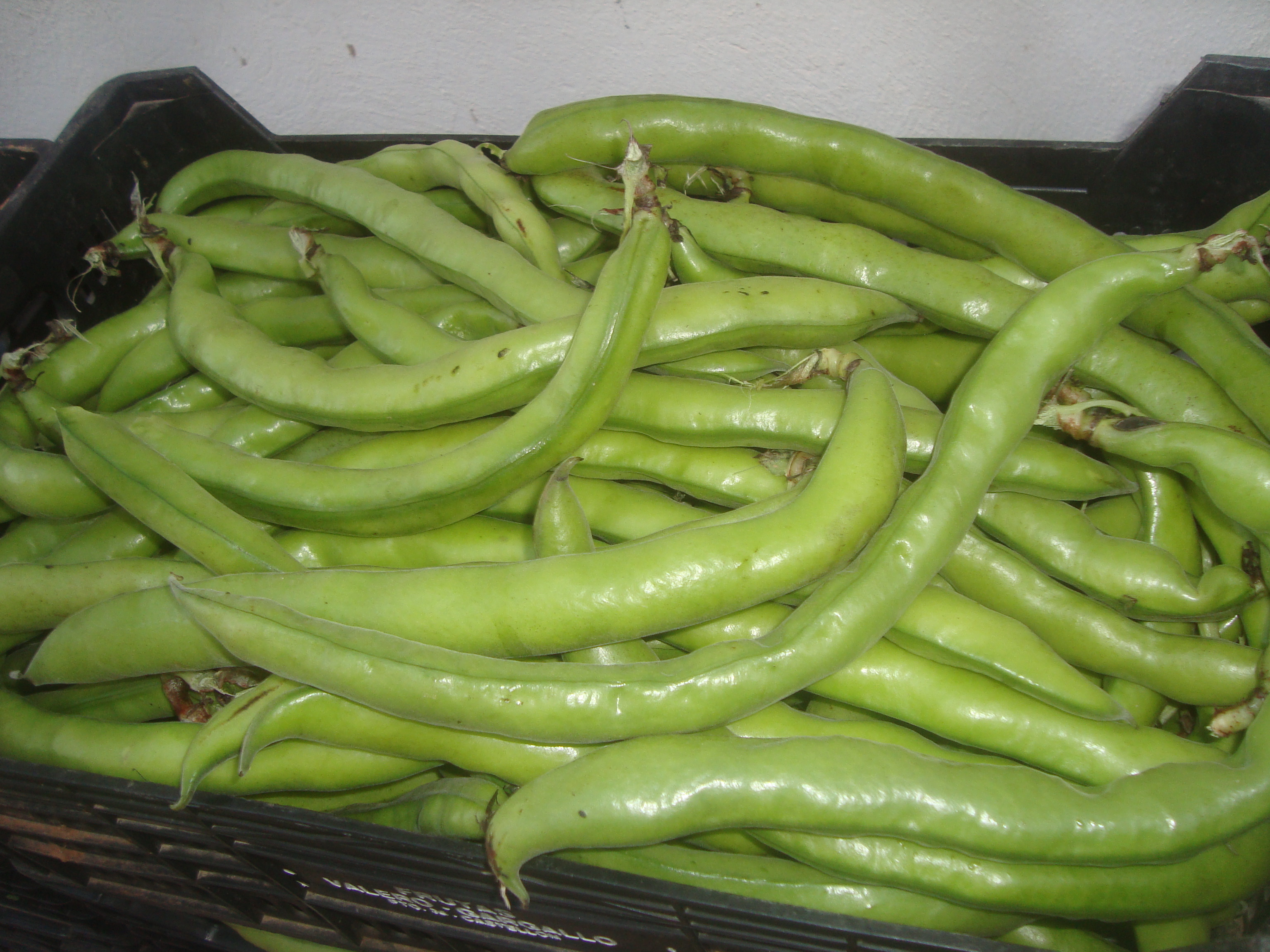
میوهٔ باقلا به شکل غلاف

باقلا، باقلی، باقالی، باقله، باقالا، باکله (مازنی.تالشی) یا پخله،پاخلا (در زبان ترکی) (نام علمی: Vicia faba) گیاهی یک‌ساله است. دارای برگ‌های تخم مرغ شکل و میوهٔ غلاف‌مانند است. به میوه و دانه آن نیز باقلا گفته می‌شود.

## فواید پزشکی گیاه باقلا
ماده‌ای که از گیاه باقلا به دست می‌آید، می‌تواند برای تعیین گروه خونی افراد استفاده شود.

## تاریخچه
این گیاه پیشینهٔ کشت زیادی دارد. در مصر باستان، یونان باستان و روم باستان از این گیاه استفاده می‌شده‌است. و در ۲۸۰۰ سال پیش از میلاد مسیح به چین رسیده‌است.

## خواص درمانی
باقلا منبع تأمین فیبر مناسبی است. همچنین به دلیل بالا بودن میزان پروتئین، می‌تواند همراه با برنج (باقلاپلو) به یک غذای کامل تبدیل شود. کلسیم و پتاسیم موجود در باقله می‌تواند از بروز پوکی استخوان جلوگیری نموده و به کنترل فشارخون بالا کمک می‌کند.
برای باقلا خواصی در رابطه با سنگ کلیه، رماتیسم، مثانه و نقرس ذکر شده‌است. در عوض باقلا تحریک‌کنندهٔ اصلی بیماری فاویسم بوده‌است که به خاطر آن به این بیماری در فرهنگ عامه باقله‌ای گفته می‌شود. مصرف آن برای مبتلایان می‌تواند سبب مرگ بیمار شود. در بسیاری از افراد باقلا پاسخ آزمایش هپاتیت ب را مثبت می‌کند و باعث اشتباه شدن آزمایش خون می‌شود و توصیه می‌شود خانم‌های باردار به هیچ عنوان مصرف نکنند تا به کودک آسیب وارد نشود.

## موارد مصرف امروزه باقلا
در عمل، امروزه باقلا خواصّ پزشکی سنّتی خود را از دست داده و فقط مصرف خوراکی دارد. در برخی از نواحی باقلاخیز، مانند گیلان و مازندران، باقلای خام، به تفنّن، تنها یا با برخی «مخلّفاتِ» دیگر (مثلاً، در گیلان با کته، «اشپل» یا تخم نمک‌سود ماهی) خورده می‌شود. اما خوردن باقلای پخته گرم (همراه با نمک و گلپر و سرکه) در کوچه و بازار به ویژه در فصل سرما در همه جا معمول است. به گزارش مارتین لیوی، باقلای پخته «یکی از خوراکی‌های عمده مستمندان است و در شهرهای مصر بیش‌تر مردم باقلا و روغن و سرکه را با نان لقمه کرده به عنوان صبحانه می‌خورند». در ایران، باقلا جزء اصلی چند خوراک، از جمله باقلاپلو، خورشِ باقلا، باقلا قاتق و کوفته باقلا نیز هست.
در ادب فارسی، مدح یا ذمی از باقلا سراغ نداریم، ولی بسیاری از شاعران عرب، فارغ از قیل و قال حکما، در وصف و تشبیه باقلا داد سخن داده‌اند.